# Лорд, Стерлинг
Стерлинг Лорд (англ. Sterling Lord, 1920, Берлингтон, Айова — 3 сентября 2022, Окала, Флорида) — американский литературный агент, редактор и писатель. Среди его клиентов были Джек Керуак, Кен Кизи, Говард Фаст, Джимми Бреслин и Дорис Кернс Гудвин.

## Ранние годы и образование
Лорд родился в Берлингтоне, штат Айова, США, 3 сентября 1920 года. Его отец, которого также звали Стерлинг, был руководителем компании Leopold Desk Company в Берлингтоне, а также работал переплётчиком. Альдо Леопольд, учёный и писатель, был его дядей. В старшей школе Лорд был редактором школьной газеты. Он также стал чемпионом по теннису в одиночном разряде в 1937 и 1938 годах и занимал национальные места в дивизионах мальчиков и юниоров. В 1976 году его книга «Разумное возвращение к подаче» была включена в серию инструкций по теннису в США, издаваемую Doubleday. Лорд изучал английский язык в Гриннелл-колледже, получив степень бакалавра в 1942 году.

## Карьера
После окончания учёбы Лорд присоединился к армии США во время Второй мировой войны и был редактором еженедельного приложения к журналу Stars and Stripes. Армия прекратила выпуск журнала в 1948 году, но в течение года после этого журнал оставался как частное издание, и Лорд был его совладельцем.
Затем Лорд переехал в Нью-Йорк и занялся издательской деятельностью. Журнал Weekend, который он купил вместе с партнёром Эваном Джонсом, не состоялся, и его уволили из журнала Cosmopolitan. В 1951 году он основал собственное дело — литературный магазин в Нью-Йорке. В 1952 году он основал своё литературное агентство, которое позже объединилось с другим агентством, Literistic, и образовало Sterling Lord Literistic, Inc. Керуак доверил ему свой роман «В дороге», а спустя более четырёх лет издательство «Viking Press» купило и опубликовало его. Среди других известных клиентов Лорда были Джимми Бреслин, Кен Кизи с «Пролетая над гнездом кукушки», историк Дорис Кернс Гудвин и политические деятели, такие как Джон Сирика, Роберт Макнамара и Тед Кеннеди.
Open Road опубликовала мемуары Лорда «Lord of Publishing» в 2013 году.
В 2015 году в городе Берлингтон в его честь прошёл первый фестиваль писателей и читателей Sterling Lord. Пять лет спустя, во время пандемии коронавируса, Лорд был представлен среди других высокопоставленных жителей Нью-Йорка в The New York Times. В статье сообщалось, что Лорд жил в доме для пожилых людей в Нижнем Манхэттене и в 99 лет открывал новое литературное агентство. Одним из авторов, представленных его новым агентством, был Лоуренс Ферлингетти. «Маленький мальчик», частично роман, частично мемуары, был опубликован Doubleday к 100-летию Ферлингетти.

## Личная жизнь
Четыре брака Лорда закончились разводом. У него была одна дочь. Он умер в Окале, Флорида, 3 сентября 2022 года, в свой 102-й день рождения.